# 汤家岗遗址
汤家岗遗址位于中国湖南省安乡县黄山头镇，是一处新石器时代遗址，2013年被列为第七批全国重点文物保护单位。
汤家岗遗址于1978年发现后进行了试掘，发掘面积308平方米。1990年进行了第二次发掘。随着澧县丁家岗遗址、湖北秭归柳林溪、朝天嘴，宜昌孙家河、金子山等地发现了相近的文化遗存，到九十年代末，考古学界正式提出了汤家岗文化。
- 水波纹陶盘，汤家岗文化，1978年汤家岗出土